# Heilig-Hartkapel (Moorveld)

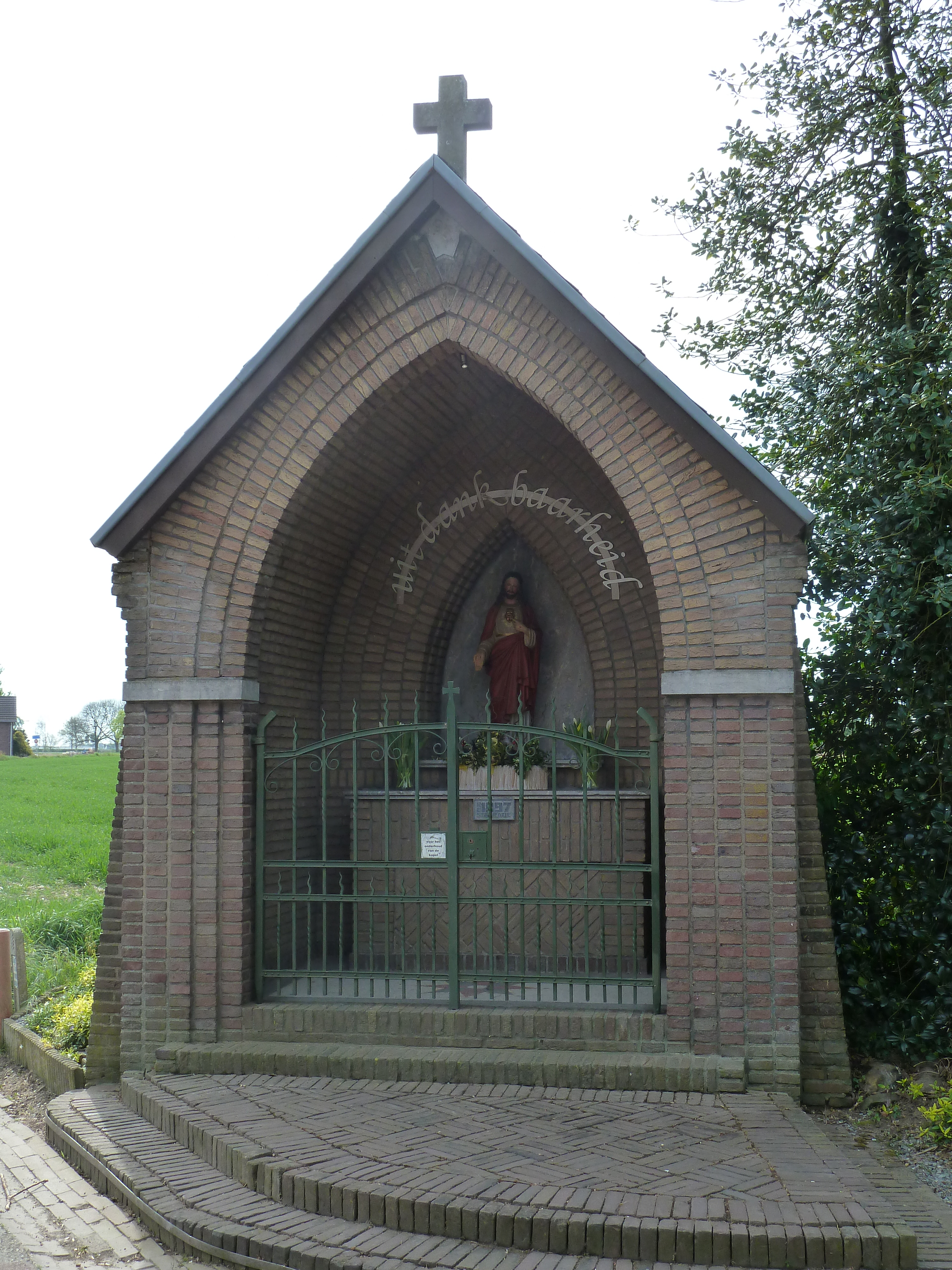
De Heilig-Hartkapel

De Heilig-Hartkapel is een kapel in Moorveld bij Geulle in de Nederlands Zuid-Limburgse gemeente Meerssen. De kapel staat aan een splitsing van de Moorveldsberg in het zuidwesten van de plaats.
De kapel is gewijd aan het Heilig Hart.

## Geschiedenis
In 1946-1947 werd de kapel gebouwd als dank voor het ongeschonden door de Tweede Wereldoorlog gekomen zijn.
In 1997 werd de kapel gerestaureerd.

## Bouwwerk
De bakstenen kapel is opgetrokken op een rechthoekig plattegrond en wordt gedekt door een overstekend zadeldak met bitumineuze rode kunstleien. Boven de frontgevel is op de nok van het dak een massief stenen kruis geplaatst. Tegen de zijgevels is vlak achter de frontgevel een schuin uitgemetselde steunbeer aangebracht. In de frontgevel bevindt zich de spitsboogvormige toegang met drie trapsgewijze rollagen die met een halfhoog smeedijzeren hek wordt afgesloten. De steunberen en de onderste helft van de frontgevel zijn uitgevoerd in roodgrauwe bakstenen, terwijl de andere gevels en de bovenste helft van de frontgevel in gele bakstenen zijn uitgevoerd. In de overgang van de rode naar gele bakstenen is in de frontgevel een band natuursteen aangebracht die tevens fungeert als aanzetstenen. Van ditzelfde natuursteen is in de top van de frontgevel een gevelsluitsteen geplaatst waarin het jaartal 1947 gegraveerd is.
Van binnen is de kapel uitgevoerd in gele bakstenen die een spitsboogvormig gewelf vormen. Tegen de achterwand is met diezelfde stenen een massief stenen altaar gemetseld waarop aan de voorzijde een gedenksteen is aangebracht met de tekst 1997 restauratie. Boven het altaar is in de achterwand een spitsboogvormige nis met marmeren achterwand aangebracht waarin een Heilig-Hartbeeldje geplaatst is. Boven de nis is in boogvorm een tekst aangebracht die verwijst naar het ongeschonden de oorlog doorgekomen zijn:

UIT DANKBAARHEID